# Sociologie du conflit
 La sociologie de conflit  désigne la théorie sociologique selon laquelle toute l'action sociale est figurable par le conflit (ou polémique) d'acteurs sociaux.
S'y sont intéressés, en plus des auteurs comme Lewis A. Coser, Ralf Dahrendorf et John Rex, au sens large aussi tous les théoriciens de classe (comme Karl Marx ou l'anthropologue social comme Max Gluckman).
Le conflit et sa macrosociologie a été approchée par Georg Simmel. La théorie des jeux est un des prolongements des recherches interdisciplinaire à ce sujet (comme Thomas Schelling).